# Richa Sharma (atriz)
Richa Sharma (6 de agosto de 1964 – 10 de dezembro de 1996), também conhecida pelo nome de casada, Richa Sharma Dutt, foi uma atriz de cinema indiana conhecida por seus trabalhos em Bollywood . Richa se casou com o ator Sanjay Dutt na cidade de Nova Iorque, Estados Unidos, em 1987. O casal teve uma filha, Trishala Dutt. Dois anos depois do casamento, ela foi diagnosticada com um tumor no cérebro. Richa morreu na casa dos seus pais em Nova Iorque em 10 de dezembro de 1996.

## Carreira
Ela visitou Dev Anand em uma gravação pois queria ser sua próxima heroína, mas ainda era muito jovem. Dev prometeu que ela seria escalada assim que ficasse mais velha. Ele finalmente deu a ela uma oportunidade em Hum Naujawan em 1985. Ela passou a atuar em Anubhav e Insaaf Ki Awaaz no ano seguinte e em Sadak Chhap e Aag Hi Aag em 1987.

## Filmografia
| Ano  | Filme           | Papel       | Língua | Notas            |
| ---- | --------------- | ----------- | ------ | ---------------- |
| 1985 | Hum Naujawan    | Rashmi      | Hindi  | Filme de estreia |
| 1986 | Anubhav         | Bijli       | Hindi  |                  |
| 1986 | Insaaf Ki Awaaz | Renu        | Hindi  |                  |
| 1987 | Sadak Chhap     | Natasha     | Hindi  |                  |
| 1987 | Aag Hi Aag      | Tulsi Singh | Hindi  |                  |